# Bruchodape ignota
Bruchodape ignota är en stekelart som beskrevs av Burks 1971. Bruchodape ignota ingår i släktet Bruchodape och familjen kragglanssteklar. Inga underarter finns listade.